# 2,3-二溴丁烷
2,3-二溴丁烷是一种有机化合物，化学式为C4H8Br2，它是二溴丁烷的同分异构体之一，可由2-丁烯和溴的加成反应制得。它和碘化钾在二甘醇中加热反应，可以得到2-丁烯。它和二硫化碳在碳酸铯存在下于二甲基亚砜中反应，可以得到4,5-二甲基-1,3-二硫戊环-2-硫酮。